# Bom Jardim de Goiás
| Bom Jardim de Goiás             | Bom Jardim de Goiás                 |
| ------------------------------- | ----------------------------------- |
|                                 |                                     |
| Wappen                          | Flagge                              |
| Wappen von Bom Jardim de Goiás  | Flagge von Bom Jardim de Goiás      |
| Karte                           |                                     |
|                                 |                                     |
| Basisdaten                      |                                     |
| Staat:                          | Brasilien (BRA)                     |
| Bundesstaat:                    | Goiás (GO)                          |
| Mesoregion:                     | Nordwest-Goiás                      |
| Mikroregion:                    | Aragarças (GO)                      |
| Geografische Lage:              | 16° 13′ S, 52° 10′ W                |
| Zeitzone:                       | UTC-3                               |
| Höhe:                           | 386 m                               |
| Fläche:                         | 1.850,738 km²                       |
| Einwohner:                      | 8.423                               |
| Bevölkerungsdichte:             | 4,6 Einwohner / km²                 |
| Telefonvorwahl:                 | +5562                               |
| Postleitzahl (CEP):             | 76245-000                           |
| Adresse der Gemeindeverwaltung: | Praça José Benjamim Setor Primavera |
| Offizielle Website:             | bomjardim.go.gov.br                 |
| Jahrestag:                      | 18. August                          |
| Gründungsjahr                   | 1953                                |
| Politik                         |                                     |
| Bürgermeister:                  |                                     |
| Vize-Bürgermeister:             |                                     |

Bom Jardim de Goiás ist eine brasilianische politische Gemeinde im Bundesstaat Goiás in der Mesoregion Nordwest-Goiás und in der Mikroregion Aragarças. Sie liegt westlich der brasilianischen Hauptstadt Brasília und westnordwestlich von Goiânia, der Hauptstadt des Bundesstaates.

## Geographische Lage
Bom Jardim de Goiás grenzt
- im Nordwesten an die Gemeinde Aragarças
- im Nordosten an Montes Claros de Goiás und Arenópolis
- im Südosten an Piranhas
- im Süden an Caiapônia
- im Südwesten an Baliza